# Leiotulus alexandrinus
Leiotulus alexandrinus är en flockblommig växtart som beskrevs av Christian Gottfried Ehrenberg. Leiotulus alexandrinus ingår i släktet Leiotulus och familjen flockblommiga växter. Inga underarter finns listade i Catalogue of Life.